# Saint-Ciers-sur-Gironde
 Saint-Ciers-sur-Gironde  là một xã thuộc tỉnh Gironde trong vùng Aquitaine tây nam nước Pháp. Xã này nằm ở khu vực có độ cao trung bình 7 mét trên mực nước biển.